# Haematopota ampla
Haematopota ampla är en tvåvingeart som beskrevs av Stone och Philip 1974. Haematopota ampla ingår i släktet Haematopota och familjen bromsar.
Artens utbredningsområde är Vietnam. Inga underarter finns listade i Catalogue of Life.